# Eemnes

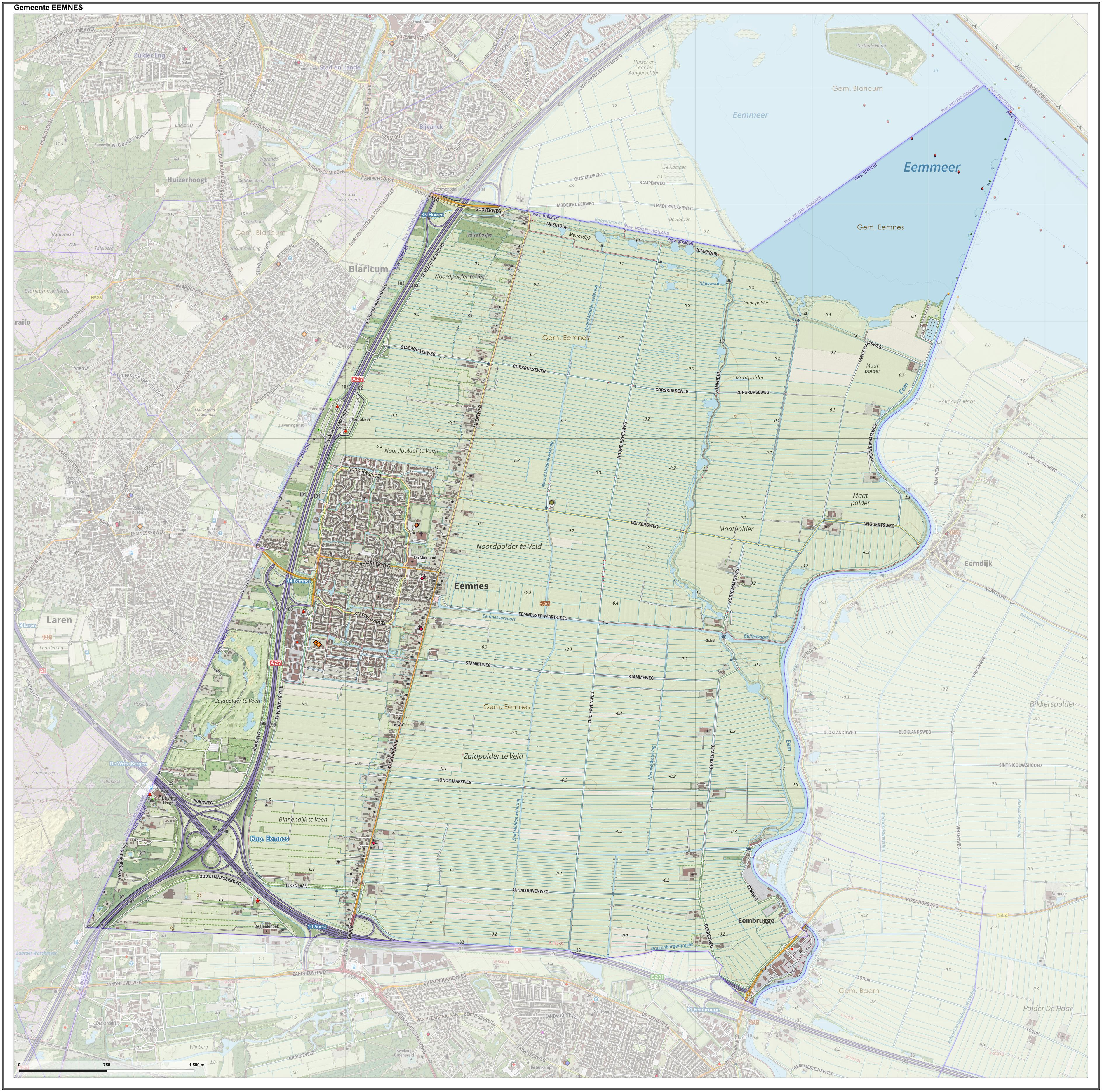
Topografische gemeentekaart van Eemnes, september 2022

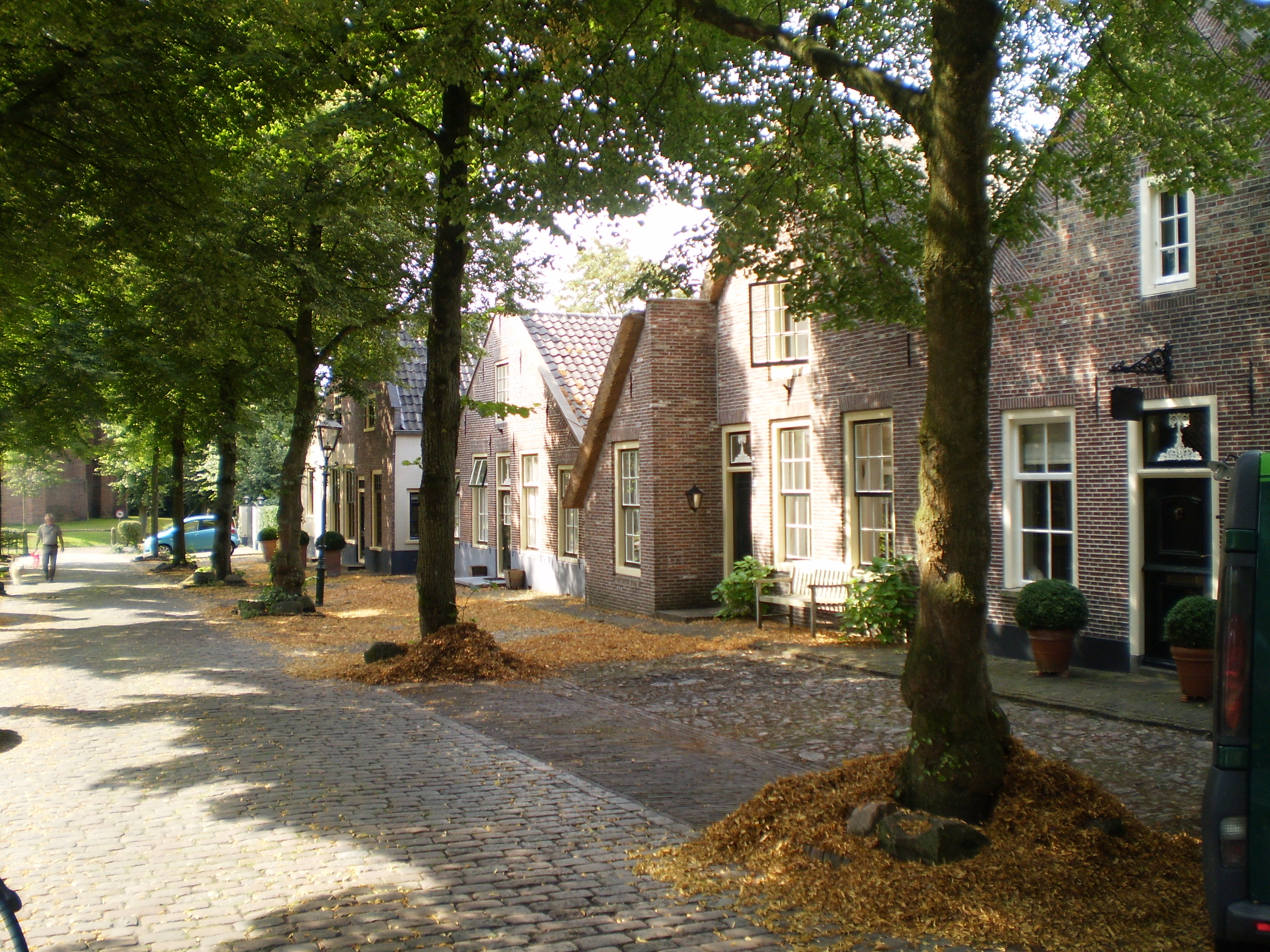
Kerkstraat

Eemnes of Eemnes-Buiten (uitspraakⓘ) is een plaats met historische stadsrechten en gemeente in de Nederlandse provincie Utrecht op de grens met Noord-Holland. De gemeente telt 9.755 inwoners (22 november 2024, bron: CBS) en heeft een oppervlakte van 33,67 km² (waarvan 2,64 km² water). Eemnes bestaat vanouds uit twee delen: Eemnes-Binnen, dat vooral bestaat uit een aantal boerderijen langs de Wakkerendijk, en het iets noordelijker gelegen Eemnes-Buiten (tegenwoordig vaak afgekort tot Eemnes) waar enkele forse nieuwbouwwijken zijn neergezet. In Eemnes-Buiten staat nog een aantal oude huisjes van de vroegere dorpskern, en een klein oud raadhuis aan de Wakkerendijk dat nu in gebruik is als restaurant Het Oude Raadhuis.
De naam Eemnes is een samentrekking van 'eem' (rivier) en het historische Nederlandse woord 'nes' (landtong). De naam wordt al in een oorkonde uit 1269 gebruikt.
Eemnes is geen onderdeel van de regio 't Gooi, maar wordt daar wel toegerekend. Eemnes lag vroeger in Noord-Holland en werd ook wel Oost-Holland genoemd (zie onder Geschiedenis hieronder). Eemnes richt zich (nog steeds) op Het Gooi en Amsterdam, zij volgt de Amsterdamse schoolvakanties en werkt met de gemeenten Blaricum en Laren sinds 1 januari 2008 bestuurlijk samen in de zogenaamde BEL Combinatie.

## Geschiedenis
In de middeleeuwen was de monding van de Eem een moerassig gebied dat meestal onder water stond. Na de Allerheiligenvloed van 1170 daalde echter het waterpeil in het drassige gebied rond de Eemmond. Daardoor kon ontginning van het gebied plaatsvinden en ontstonden het dorp Ter Eem en Huis Ter Eem. De ontginning van het moerasgebied begon vanuit een landtong, een zogenaamde nes, in de binnenbocht van de Eem. De verkaveling vond plaats in westelijke richting vanaf de zomerdijk bij Ter Eem. Als noordgrens werd een zijdwende aangelegd. Deze liep oost-west, aan de noordzijde van de huidige Eemnesservaart ter hoogte van de Laarderweg. Eerst werd het gebied ten zuiden van de kade ontgonnen, en vervolgens het noordelijke deel, Eemnes Buitendijks.
De naam Eemnes wordt voor het eerst genoemd in een document uit 1269. In de 14de eeuw verhuisden veel ontginners van Ter Eem naar Eemnes. De ontginning kwam steeds dichter bij de grens van Holland, wat soms leidde tot grensconflicten. De Graaf van Holland liet rond 1325 met leeuwenpalen een grens markeren. Deze rede liep op de plaats waar nu de Meentweg en de Wakkerendijk lopen. De nederzetting werd later het huidige Eemnes dat in 1339 al een eigen bestuur had met 13 schepenen. Het gebied ten westen van de rede werd door de graaf Oost-Holland genoemd. De Eemnessers hadden bisschop Jan van Diest toegezegd niet verder westwaarts te verhuizen. Na de dood van Jan van Diest vestigden de ontginners zich rond 1342 toch op de rede, waarover inmiddels een weg was aangelegd. Daarop brandde de nieuwe Utrechtse bisschop Jan van Arkel als straf hun bezittingen af, inclusief het pas gebouwde kerkje in de huidige Kerkstraat. Uiteindelijk zou met graaf Willem V in 1356 de vrede definitief worden.
Om de bewoners daarna aan zich te binden verleende hij Eemnes in 1352 stadsrechten. Ook mocht het verwoeste oude kerkje worden herbouwd. De kerk werd toegewijd aan de Heilige Nicolaas. Het zuidelijk deel van Eemnes zou echter bij Ter Eem blijven met de scheisloot tussen de percelen Wakkerendijk 178 en 180 als grens. Om buurgemeente Ter Eem tevreden te houden, mochten zij het zuidelijke deel van Eemnes houden. Het hele gebied ten noorden van de scheisloot zou later Eemnes-Buiten worden genoemd en het gebied ten zuiden ervan Eemnes-Binnen. In 1439 werd het gebied ten zuiden van de scheisloot om strategische redenen los gemaakt van de nederzetting Ter Eem (Eembrugge). Het gebied kreeg stadsrechten onder de naam Eemnes-Binnendijks. Het kreeg bovendien toestemming om een eigen kerk te bouwen. Deze Sint Pieterskerk werd in de volksmond het Dikke Torentje genoemd. Bij plunderingen door de voortdurende twisten tussen Holland en Utrecht werd Eemnes op 21 december 1481 door de Hollanders aangevallen en platgebrand. Deze inname en plundering van Eemnes vond plaats tijdens de Stichtse Oorlog (1481-83), en was een onderdeel van de Hoekse en Kabeljauwse twisten.
Na de Reformatie bleef een groot deel van de bevolking rooms-katholiek. Zij kwamen bijeen in een schuurkerk aan de Wakkerendijk. Dit werd later een definitief kerkgebouw dat op de plaats stond van de huidige Grote of Sint-Nicolaaskerk aan de Kerkstraat.
In 1589 werd de Eemnesservaart gegraven. Aan de oostzijde van de Wakkerendijk werd een haven aangelegd, met een marktveld ertussen. In de zomerdijk, aan het einde van de vaart, kwam toen een houten schutsluis. Zo konden schepen met hooi, bouwmaterialen en turf worden vervoerd via de Eem. In 1650 werd de houten sluis in de zomerdijk vervangen door een stenen sluis die in 1994 werd gerestaureerd.

### Ambachtsheerlijkheid van beide Eemnessen
In 1674 kreeg stadhouder Willem III de hoge, middelbare en lage heerlijkheden van Eemnes-Binnen en Eemnes-Buiten. In 1714 verkochten de Staten van Utrecht de lage rechtspraak van beide Eemnessen aan de arts Ysaac van Norden, die hiermee ambachtsheer van beide Eemnessen werd. Hij werd in 1716 opgevolgd door zijn vrouw Jannetje Parvé, die de functie bleef uitoefenen tot haar overlijden in 1735. Hierna kocht Cornelis Hasselaer zowel de ambachtsheerlijkheden van beide Eemnessen aan als het nabijgelegen kasteel Groeneveld. Zijn zoon Pieter erfde in 1737 de titel en het kasteel. In 1797 kocht Johannes Sebastiaan van Naamen de heerlijke rechten aan; zijn nazaten zouden nog tot 1922 enkele van die rechten in bezit houden.

### Gemeente Eemnes
In 1811 werden Eemnes-Buiten en Eemnes-Binnen samengevoegd tot één gemeente Eemnes. De woningen van de 1148 inwoners stonden aan de westzijde van de Wakkerendijk en de Meentweg. Na de aanleg van de Afsluitdijk in 1932 verloor de Wakkerendijk haar zeewaterkerende functie. De dijk werd deels afgegraven en na een ruilverkaveling werden dwarswegen naar de Eemnesserpolder aangelegd. Daarbij werden melkveehouderijen van de Wakkerendijk en de Meentweg verplaatst naar de polder. De boerderijen aan de westzijde van de Wakkerendijk verloren hun functie en kregen een woonbestemming.
Vanaf de zeventiger jaren van de twintigste eeuw werden woonwijken aangelegd en de Rijksweg A27 maakte dat Eemnes meer gescheiden raakte van Laren en Blaricum.

### Gemeentewapen
De drie personen op het wapen stellen drie bisschoppen voor, die de verzoening met de bisschop van Utrecht symboliseren.

## Monumenten
Een deel van Eemnes is een beschermd dorpsgezicht. Verder zijn er in het dorp enkele tientallen rijksmonumenten, gemeentelijke monumenten, en een oorlogsmonument, zie:
- Lijst van rijksmonumenten in Eemnes
- Lijst van gemeentelijke monumenten in Eemnes
- Lijst van oorlogsmonumenten in Eemnes

## Politiek

### Burgemeester
Eemnes heeft van 1850-1895 een burgemeester gedeeld met de gemeente Baarn. Toen de twee gemeenten samen meer dan 5000 inwoners hadden, kreeg Eemnes een eigen burgemeester. Op 1 juli 1895 werd burgemeester jhr. Cornelis Röell geïnstalleerd, hun voormalige burgemeester jhr. mr. Binnert Philip de Beaufort bleef burgemeester van Baarn. Eemnes had toen 1261 inwoners.
De huidige burgemeester van Eemnes is Roland van Benthem.

### Gemeenteraad
De gemeenteraad van Eemnes bestaat uit 13 zetels. Hieronder staat de samenstelling van de gemeenteraad sinds 1982:
| Gemeenteraadszetels | Gemeenteraadszetels | Gemeenteraadszetels | Gemeenteraadszetels | Gemeenteraadszetels | Gemeenteraadszetels | Gemeenteraadszetels | Gemeenteraadszetels | Gemeenteraadszetels | Gemeenteraadszetels | Gemeenteraadszetels | Gemeenteraadszetels |
| Partij              | 1982                | 1986                | 1990                | 1994                | 1998                | 2002                | 2006                | 2010                | 2014                | 2018                | 2022                |
| ------------------- | ------------------- | ------------------- | ------------------- | ------------------- | ------------------- | ------------------- | ------------------- | ------------------- | ------------------- | ------------------- | ------------------- |
| Dorpsbelang         | 3                   | 4                   | 4                   | 3                   | 4                   | 4                   | 3                   | 5                   | 3                   | 5                   | 5                   |
| CDA                 | 5                   | 4                   | 3                   | 4                   | 4                   | 3                   | 2                   | 2                   | 3                   | 3                   | 3                   |
| VVD                 | 3                   | 3                   | 3                   | 4                   | 3                   | 3                   | 4                   | 3                   | 3                   | 2                   | 2                   |
| PvdA                | 2                   | 2                   | 2                   | -                   | -                   | -                   | 2                   | 2                   | 1                   | 2                   | 2                   |
| D66                 | -                   | -                   | 1                   | -                   | -                   | -                   | -                   | 1                   | 3                   | 1                   | 1                   |
| D66-PvdA            | -                   | -                   | -                   | 2                   | 2                   | 1                   | -                   | -                   | -                   | -                   | -                   |
| Hartgroen           | -                   | -                   | -                   | -                   | -                   | 2                   | 2                   | -                   | -                   | -                   | -                   |
| Totaal              | 13                  | 13                  | 13                  | 13                  | 13                  | 13                  | 13                  | 13                  | 13                  | 13                  | 13                  |

### Regio Gooi en Vechtstreek
Eemnes is een van de deelnemende gemeenten in de samenwerkingsregio Regio Gooi en Vechtstreek.

### Gemeentehuis
Eemnes-Buiten had vroeger een raadhuis aan de Wakkerendijk. Het latere gemeentehuis aan de Laarderweg 24a is afgebroken en recent vervangen door een nieuw dorpscentrum met winkels. Op 7 oktober 2009 is het nieuwe gemeentehuis aan de Zuidersingel 1-5 in gebruik genomen; hier is tevens het BEL-kantoor gevestigd, waardoor het samenwerkingsverband tussen de drie zelfstandige gemeenten Blaricum, Eemnes en Laren zichtbaar is geworden. Het kantoor is ontworpen door het Amsterdamse bureau ADP Architecten.

### Aangrenzende gemeenten
| Aangrenzende gemeenten | Aangrenzende gemeenten | Aangrenzende gemeenten | Aangrenzende gemeenten | Aangrenzende gemeenten |
| ---------------------- | ---------------------- | ---------------------- | ---------------------- | ---------------------- |
| Blaricum (NH)          |                        |                        |                        | Zeewolde (Fl)          |
|                        |                        |                        |                        |                        |
| Laren (NH)             | Bunschoten             |                        |                        |                        |
|                        |                        |                        |                        |                        |
|                        |                        | Baarn                  |                        |                        |

## Onderwijs, cultuur en sport
Eemnes kent momenteel vijf basisscholen. Het dorp heeft sinds 2020 een multifunctioneel dorpshuis, het Huis van Eemnes, waarin onder andere een openbare bibliotheek is gevestigd.
In Eemnes zijn diverse sportverenigingen voor o.a. golf (Goyer Golf & Country Club), voetbal (SV Eemnes), schaatsen en basketbal.

## Openbaar vervoer
Het openbaar vervoer wordt in Eemnes door Transdev (streeklijn 100 (Hilversum - Bussum), streeklijn 109 (Bussum - Eemnes), spitslijn 200 (Huizen - Utrecht), R-netlijn 320 (Hilversum - Amsterdam), R-netlijn 321 (Eemnes - Amsterdam) en nachtlijn N32 (Hilversum - Huizen)) en Syntus Utrecht (buurtlijn 573 (Amersfoort - Eemnes)) verzorgd.

## Geboren
- Bert Boer, predikant;
- Henk van Dorp, journalist en televisiepresentator;
- Lodewijk Hoekstra, televisiepresentator;
- Erik van Muiswinkel, kleinkunstenaar;
- Gerrit van 't Net, kunstschilder, graficus, kunstdocent;
- Han Perier, kunstenaar
- Christiaan Posthumus Meyjes sr., architect;
- Willem van Radelant, rechtsgeleerde tijdens de Unie van Utrecht;
- Teun Roothart, kunstenaar;
- Gerard Wortel, kleinkunstenaar;
- Maartje Wortel, schrijfster.

## Woonachtig geweest in Eemnes
- Chris Beekman, kunstschilder;
- Dik Bruynesteyn, tekenaar;
- Ruud van Hemert, film- en televisieregisseur;
- Piet Klaasse, illustrator;
- Bob de Lange, acteur

## In de media
- In Eemnes staat de luxe villa van het tv-programma De Gouden Kooi (2006 - 2008) waarin tien deelnemers zich lieten opsluiten. Het huis deed van 2010 tot en met 2018 dienst als de studio van het televisieprogramma Koffietijd. Sinds 20 januari 2020 wordt in de villa het SBS6-programma Lang leve de liefde opgenomen, waarin singles op zoek gaan naar de ideale partner door bij de eerste date al meteen te gaan samenwonen. Voor 2006 was de villa eigendom van journalist en bladenmaker Erwin Feekes.
- Uit onderzoek van het programma Nederland van boven is gebleken dat Eemnes de best bereikbare plaats van Nederland is. Gemiddeld kun je vanuit Eemnes met de auto in 78 minuten elke andere plaats in Nederland bereiken. Wanneer de reiziger afhankelijk is van het openbaar vervoer is vanuit Eemnes de gemiddelde reistijd naar de rest van Nederland bijna twee uur. Enkel Utrecht is met openbaar vervoer beter bereikbaar.